# عصاره مخمر

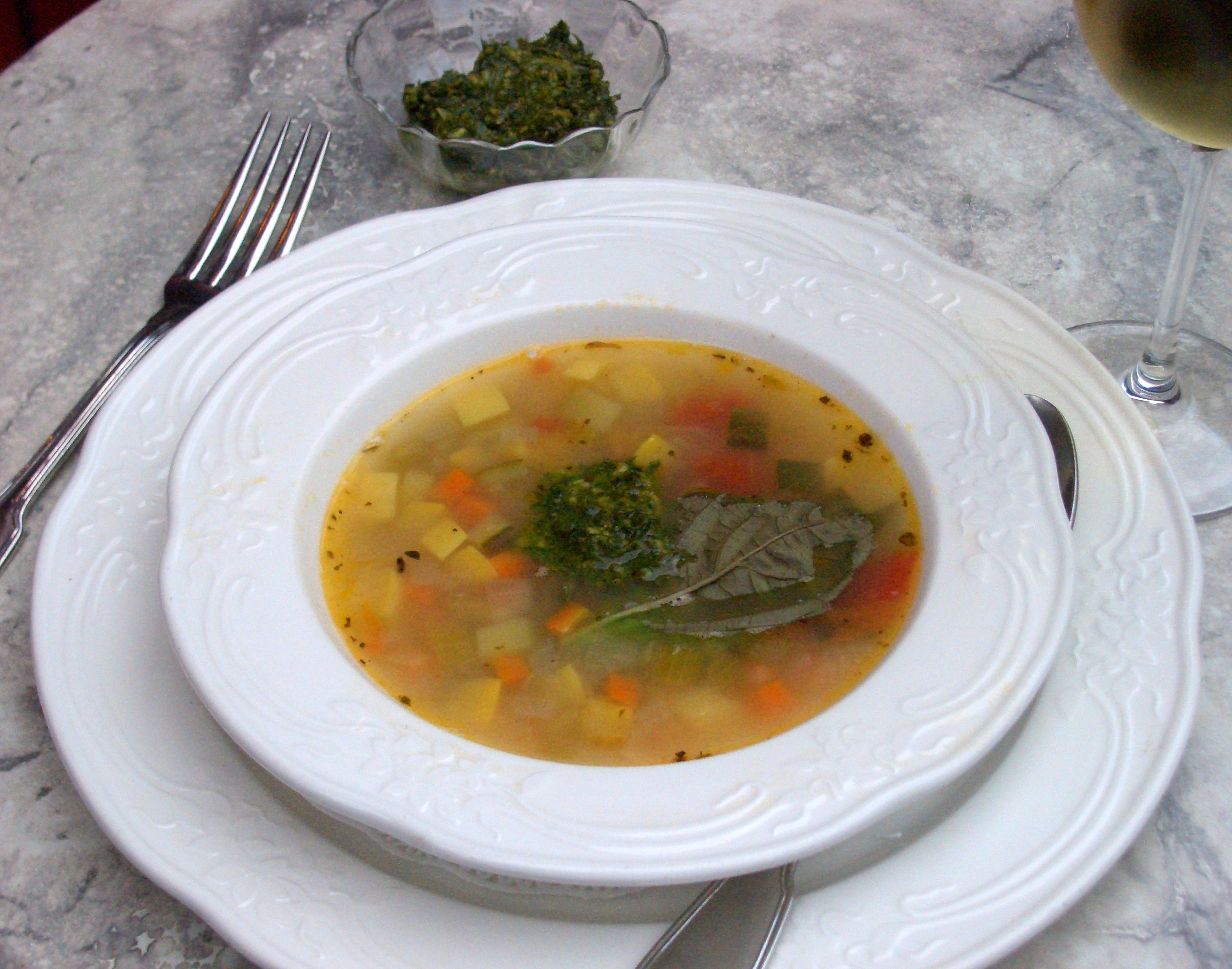
عصاره مخمر یک ماده غذایی رایج در سوپ‌های آماده تجاری (کنسرو، منجمد یا دلی) هستند. این ماده یک تقویت کننده طعم مانند مونو سدیم گلوتامات (MSG) است.

عصاره مخمر شامل محتویات سلول مخمر بدون دیواره سلولی است. این ماده به عنوان مواد افزودنی غذایی، طعم دهنده یا حتی به عنوان ماده مغذی برای محیط کشت باکتریها مورد استفاده قرار می‌گیرند. عصاره مخمر غالباً برای ایجاد طعم‌های لذیذ و احساس طعم اومامی مورد استفاده قرار می‌گیرند، و می‌توان آنها را در انواع غذاهای بسته‌بندی شده، شامل غذاهای یخ زده، کراکر، میان‌وعده‌ها، عصاره گوشت و غیره یافت. این ماده سرشار از ویتامین‌های گروه B (بغیر از B12) است و از این رو برای وگان و گیاهخواران از اهمیت ویژه ای برخوردار است. عصاره مخمر و غذاهای تخمیر شده حاوی گلوتامیک اسید یا گلوتامات آزاد هستند. این اسید آمینه برای افزودن طعم اومامی به غذا استفاده می‌شود. گلوتامیک اسید در گوشت، پنیر، قارچ‌ها و سبزیجات (مانند قارچ، کلم بروکلی و گوجه فرنگی) یافت می‌شود.
عصاره مخمر مایع را می‌توان خشک و سپس به خمیر نرم یا یک پودر خشک تبدیل کرد (باید دقت کرد که با مخمرهای غذایی اشتباه گرفته نشود). به علاوه، شرکت‌های تولیدکننده محصولات مراقبت از پوست مانند Orved , Kiehl's , REN و SkinCeuticals از عصاره مخمر در محصولات خود استفاده می‌کنند.

## روند تولید
عصاره مخمر به‌طور کلی در سه مرحله تولید می‌شود: تخمیر (رشد مخمر)، شکستن (شکستن سلول‌ها) و جداسازی (برای حفظ قسمت محلول).
فرایند تهیه عصاره مخمر در قرن نوزدهم توسط یوستوس فون لیبیش اختراع شد. سلول‌های مخمر تا زمانی که پوسیده شوند گرم می‌شوند، سپس آنزیم‌های هضمِ خود سلول‌ها، پروتئین‌های داخل سلول را به ترکیبات ساده‌تر (اسیدهای آمینه و پپتیدها) تجزیه می‌کنند، این فرایند خودکافت یا اتولیزیس نامیده می‌شود. پس از آن، دیواره‌های سلول که نامحلول هستند توسط سانتریفیوژ جدا، فیلتر و معمولاً خشک می‌شوند.
اگرچه اکثریت قریب به اتفاق پخشینه‌های عصاره مخمر با استفاده از رویکرد سنتی فون لیبیش با اتولیز حرارتی، و با افزودن مخمر اضافی حاصل از آبجوسازی ساخته می‌شوند، روش‌های دیگری نیز برای تولید انواع تخصصی وجود دارد.
مخمر آبجو بیات شده معمولاً حاوی ترکیبات تلخ رازک می‌شود. برای از بین بردن این طعم نامطلوب به یک مرحله «تلخ زدایی» نیاز است. مخمرهای منابع دیگر شامل این موضوع قرار نمی‌شوند. مخمر آبجو بیات شده تنوع زیستی دارد و حاوی مخمرهایی غیر از ساکارومایسس سرویزیه سنتی و گاهی حاوی باکتری‌های اسید لاکتیک (عامل فساد آبجو) نیز می‌باشد.
برای از هم گسیختگی سلول، ممکن است به جای فرایند اتولیز حرارتی، از برخی روش‌های فیزیکی و شیمیایی دیگر استفاده شود. با این کار می‌توان به ترکیبات خاص را بدون هیدرولیز (که در اتولیز اتفاق می‌افتد) از محتویات سلولی استخراج کرد.

## نگرانی‌های غذایی
بسته به منبع تأمین عصاره مخمر، این ترکیب ممکن است حاوی گلوتن باشد. مخمر آبجو به دلیل تماس با غلات مورد استفاده در زمان عمل آوری، احتمالاً حاوی این پروتئین است. در روش اتولیز مخمر، پروتئازهای مخمر قادر هستند گلوتن بیشتری را تجزیه کنند. برای مثال، طبق آزمایش‌های شخص ثالث، مارمیت حاوی حدود ۳۰ قسمت در میلیون گلوتن است که با محدودیت «گلوتن بسیار کم» اتحادیه اروپا مطابقت دارد، اما با تعریف «بدون گلوتن» مطابقت ندارد. یونیلیور گزارش می‌دهد که هیچ موردی از واکنش‌های مرتبط با گلوتن برای مارمیت گزارش نشده‌است. طبق تعریف‌های صنایع غذایی، محصولات عصاره مخمر مشتق شده از مواد اولیه گیاهی وگان و کوشر-پارو هستند، ولی برخی از مصرف‌کنندگان خواهان ارائه گواهینامه معتبرتری هستند. این محصولات با وجود نگرانی از تماس مخمر با الکل، ولی به‌طور کلی حلال در نظر گرفته می‌شوند.

## کاربرد در صنایع خوراکی
اوتولیز مخمر در اوزی میت (به انگلیسی: AussieMite)، مایتی میت(به انگلیسی: Mightymite)، وجمیت، مارمیت مرمیت نیوزلندی، پرومیت (به انگلیسی Promite)، سنوویس (به انگلیسی Cenovis)، ویتام_آر، سنویت (به انگلسی Cenovit) و مگی استفاده می‌شود. بووریل (ایرلند و انگلستان) برای ۲۰۰۵ و قسمت اعزم سال ۲۰۰۶ از عصاره گوشت گاو به عصاره مخمر تغییر داد، اما بعداً به حالت قبل برگشت.
در حالت تجاری عصاره مخمر را با گرم کردن مخلوط مخمر تولید می‌کنند. سپس آنزیم‌های موجود در سلول مخمر به هضم و تخریب دیواره سلولی می‌پردازند. مخلوط حاصل دارای طعم غلیظ تر و بافت متفاوتی است. این فرایندی است که برای تهیه وجمیت، مارمیت و امثالهم استفاده می‌شود.
عصاره مخمر به عنوان طعم دهنده در صنعت غذاسازی استفاده می‌شود و یک ماده پایه مرسوم در چیپس سیب زمینی دودی آمریکایی مانند لیز (به انگلیسی Lay's) است.

## مارمیت
مارمیت (‎/ˈmɑːrmaɪt/‎ MAR-myte) یک پخشینه بریتانیایی است که توسط یونیلور تولید شده‌است. این محصول از عصاره مخمر تهیه می‌شود که یک محصول جانبی آبجوسازی است و از سال ۱۹۰۲ تاکنون تولید می‌شود.
مارمیت نوعی رب غذایی چسبنده و به رنگ قهوه ای تیره است که دارای طعمی خاص و قوی و در عین حال بسیار شور است. این طعم متمایز در شعار بازاریابی اش نیز به چشم می‌خورد: «یا دوستش داشته باش یا ازش متنفر باش».
تصویر جلوی شیشه «مارمیت» (فرانسوی: [maʁmit])، یک نماد فرانسوی از قابلمه پخت و پز فلزی یا سفالی بزرگ است. مارمیت در ابتدا در گلدانهای سفالی تهیه می‌شد، اما از دهه ۱۹۲۰ میلادی در ظروف شیشه ای فروخته شده‌است.
یک پخشینه دیگر با نامی مشابه مارمیت از سال ۱۹۱۹ در نیوزیلند تولید می‌شود. این تنها محصولی است که به عنوان مارمیت در استرالیا و اقیانوس آرام به فروش می‌رسد، در حالی که در سایر نقاط جهان نسخه انگلیس غالب است. به همین دلیل و با توجه به مؤثر بودن انحصار مارمیت نیوزلند، مارمیت بریتانیایی در حوزه استرالیا تحت عنوان آر میت (به انگلیسی: Our Mate) فروخته می‌شود.

## وجمیت

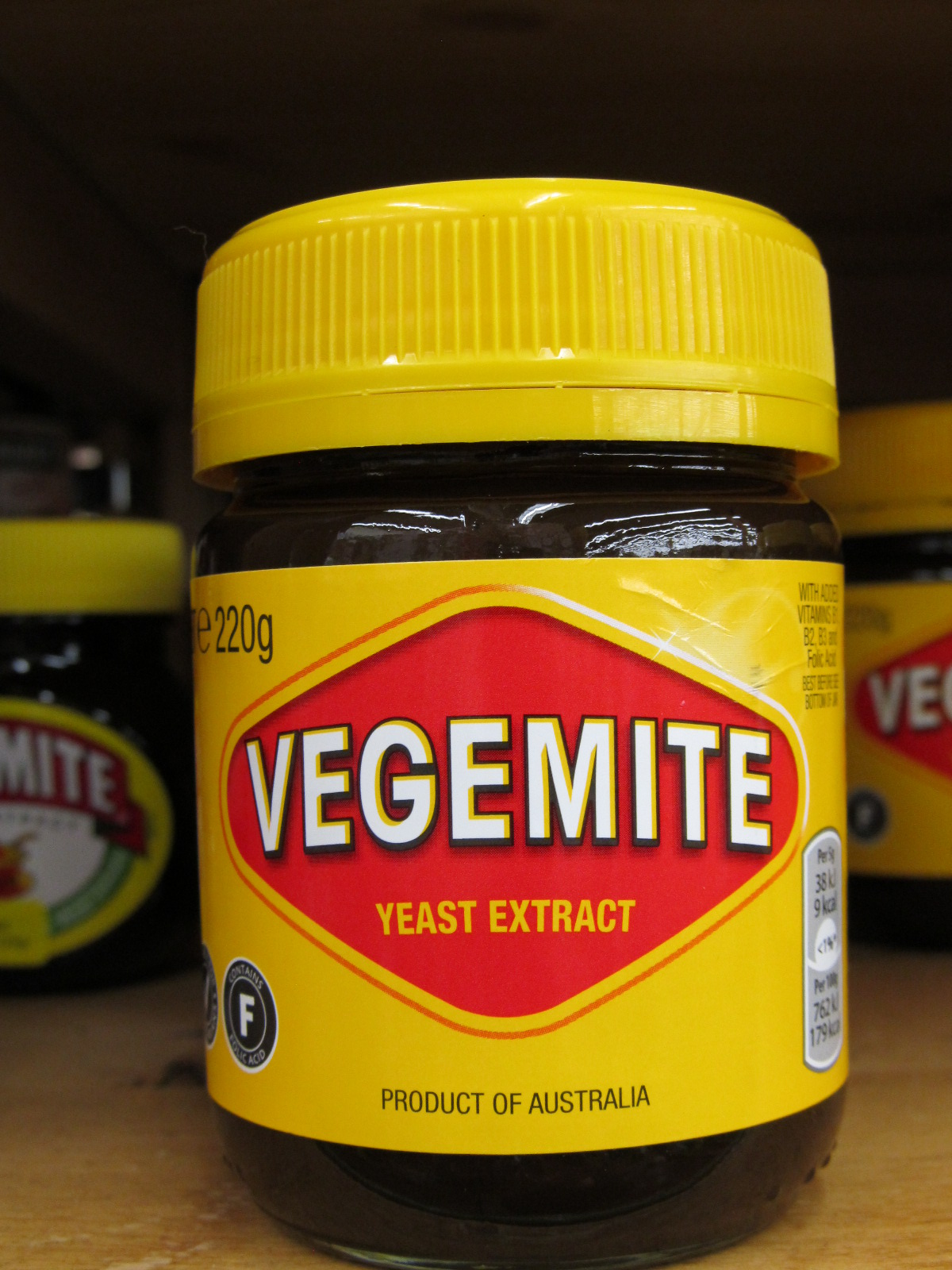

وجمیت (‎/ˈvɛdʒɪmaɪt/‎ VEJ-i-myte) یک پخشینه ضخیم، سیاه و سفید استرالیایی است که از عصاره مخمر بدست آمده از تخمیر، همراه با افزودنی‌هایی همچون سبزیجات و ادویه‌های مختلف بدست می‌آید. این محصول در سال ۱۹۲۲ توسط سیرل پرسی کالستر در ملبورن، ویکتوریا ساخته شد. نام تجاری Vegemite تا ژانویه سال ۲۰۱۷ متعلق به موندلیز (کرفت‌فودز سابق) بود، سپس در خلال یک معامله ۴۶۰۰۰۰۰۰۰ دلار آمریکا (۵۴۹٬۱۷۷٬۳۰۱ دلار در ۲۰۲۵) تحت مالکیت گروه تولیدکننده پنیر بگا استرالیا درآمد. این توافقنامه با شرط خریداری همه تجارت مواد غذایی و پنیر موندلیز در استرالیا و نیوزیلند توسط بگا بود که مالکیت بازار کل محصولات در استرالیا را به همراه داشت.
وجمیت پخشینه است که همراه با ساندویچ، نان تست، گرامپت و بیسکویت کراکر یا حتی به عنوان یک پرکننده برای شیرینی کاربرد دارد. این پخشینه خیلی شبیه به مارمیت برتانیایی، مارمیت نیوزیلند، اوزی میت استرالیا، ویتام - آر آلمانی، و سنوویس سوئیس.
طعم وجمیت شور، کمی تلخ، شبیه مالت، و سرشار از گلوتامات است. حضور گلومات به وجمیت طعم شبیه اومامی و عطر و طعم مشابه سوپ گوشت گاو می‌دهد. این خوراکی وگان، کوشر و حلال است.

## ویتام - آر
ویتام - آر یک پخشینه از عصاره مخمر اومامی است که در هاملن آلمان و توسط شرکت Hefe-Produkt GmbH عرضه شده. نخستین بار توسط Rückforth AG در استتین (شچچین در لهستان امروزی) و در سال 1925 توسعه داده شد. این اتفاق پس از آن بوده که یوستوس فون لیبیش امکان تغلیط مخمر را کشف کرد. برخی در توصیف این محصول در مقایسه با محصولات مشابه مانند مارمیت، وجمیت یا سنوویس طعمی نسبتاً لطیف تری دارد. بر خلاف اکثر برندهای مشابه، ویتام - آر بخشی از غذای رسمی کشور اصلی خود نیست. این خوراکی هم غذای وگان‌ها است و هم گیاه خواران و بیشتر در فروشگاه‌های مواد غذایی سالم ریفور هاوس (به انگلیسی: Reformhaus) به فروش می‌رسد.

## سنوویس
سنوویس یک محصول با پایه عصاره مخمر است، شبیه به مارمیت و وجمیت، و غنی از ویتامین ب۱. زمانی که به شکل خمیر قهوه ای تیره تولید شود، از آن برای افزودن طعم به سوپ‌ها، سوسیس‌ها و سالادها استفاده می‌شود. با این حال محبوب‌ترین روش مصرف سینویس، پخشینه آن بر روی یک تکه نان کره ای است، همان‌طور که در بسته‌بندی محصولش بیان شده‌است: یا می‌توان آن را درون کره مخلوط کرد و روی نان پخش کرد یا به عنوان پر کننده کروسان و نان‌ها استفاده کرد.
سینوویس در سوئیس بسیار محبوب است (به ویژه روماندی). در سال ۱۹۳۱ در رنفلدان با ابتکار یک کارشناس ارشد آبجوسازی به نام الکس ویلینجر توسعه یافت و متعاقباً توسط شرکت Cenovis SA تولید شد.